# Efraín Araneda
Efraín Antonio Araneda Estay (* 5. Juni 1978 in Peñalolén) ist ein ehemaliger chilenisch-tahitischer Fußballspieler. Der Mittelfeldspieler bestritt neun Länderspiele für Tahiti, in denen er ein Tor erzielte.

## Karriere
Efraín Araneda spielte in den Jugendabteilungen vom CD Cobreloa und Universidad Católica. Er gab sein Profidebüt in Europa beim belgischen Klub CS Visé. Zurück in Chile spielte er 1999 für Deportes Colchagua und 2000 für Trasandino.
Im Jahr 2001 wanderte er nach Französisch-Polynesien aus und schloss sich dem AS Tefana an. Noch im selben Jahr kehrte er nach Chile zurück und stand von Mai bis Oktober bei San Luis unter Vertrag. Anschließend setzte er seine Karriere in Tahiti fort und spielte dort erneut für den AS Tefana, den AS Dragon, den AS Pirae und den AS Central Sport. Bei Central Sport traf Araneda auf mehrere seiner Landsleute, darunter seinen Verwandten Miguel Estay.
Nach dem Ende seiner Spielerlaufbahn blieb er Central Sport treu und wurde Trainer des Teams, das er 2017/18 zur Meisterschaft führte.

## Erfolge
AS Dragon
- Tahitischer Meister: 2012/13